# 大和田刑場

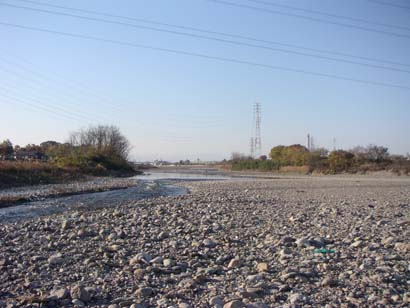
付近の浅川

大和田刑場（おおわだけいじょう）は、東京都八王子市にあった刑場。

## 概要
八王子市大和田町大和田橋北詰付近の浅川河原に位置していた。
刑場跡地には工場が建設され操業していたが、事故が相次いだことから1954年（昭和29年）に大和田刑場跡の慰霊碑を建立した。その後工場は閉鎖された。慰霊碑は撤去され現存せず、往時を偲ぶ物は何も無い。